# Gabal Elba
Gabal Elba (em árabe: جَبَل علْبَة Gabal ʿElba  pronúncia no árabe egípcio: [ˈɡæbæl ˈʕelbæ]), ou Monte Elba, é um pico que pode ou não incluir a área montanhosa em volta noTriângulo de Hala'ib no nordeste da África. Apesar de a região ser disputada pelo Egito e pelo Sudão, a área está sob administração e controle egípcios.

## Geografia
Os cumes mais altos na área são o próprio Gabal Elba (1435 m), Gabal Shellal (1409 m) Gabal Shendib (1910 m) e Gabal Shendodai (1526 m).
Embora a precipitação média anual seja inferior a 50 milímetros (2,0 pol), o fenômeno da precipitação orográfica no Gabal Elba faz com que a média chegue a até 400 milímetros (16 pol) nas regiões mais elevadas.
Isto acontece em função da proximidade com a costa do Mar Vermelho (a aproximadamente 15 a 30km a leste da montanha) e também pelo fato de que a costa, ligeirament curvada a leste neste ponto possui uma frente muito ampla diante de uma área de vários quilômetros de terreno plano, que facilita a captação da umidade dos ventos úmidos marinhos vindos do nordeste. Isto também explica porque  Gabal Elba recebe mais precipitação que as outras montanhas da região, mesmo as mais altas que ele. A aridez aumenta gradualmente no rumo sudoeste.

## Ecologia
O cume do Gabal Elba é um oásis de neblina, onde muito da precipitação ocorre na forma de orvalho, neblina e nuvens, criando um ecossistema único não encontrado em qualquer outro ponto do Egito. Assim, Gabal Elba destaca-se por sua biodiversidade, sem paralelos em qualquer ambiente terrestre no Egito. A umidade ajuda a manter uma flora de 458 espécies – quase 25% do total registrado em todo o país. Muitos elementos afrotropicais têm seu limite setentrional no Gabal Elba, com a densa cobertura de acaciás e outras espécies de árvores representando o único tipo de floresta existente no Egito. Há pelo menos uma espécie endêmica de planta (Biscutella elbensis).

### Parque Nacional
O Parque Nacional Gabal Elba (22° 54′ N, 35° 20′ L), foi criado pelo primeiro-ministro egípicio Ahmed Nazif in 1986, cobrindo 3 560 000 hectares, incluindo boa parte da área litigiosa do Triângulo de Hala'ib (exceto seu extremo oeste) e uma área de tamanho comparável a norte dela.
Em 16 de dezembro de 2014, um leopardo macho adulto foi abatido por um grupo de pastores após ter atacado o camelo destes em Wadi Shalal, na região de Hala'ib no extremo sudeste do Egito. Este foi o primeiro avistamento de um leopardo no país desde a década de 1950.